# Svyazinvest

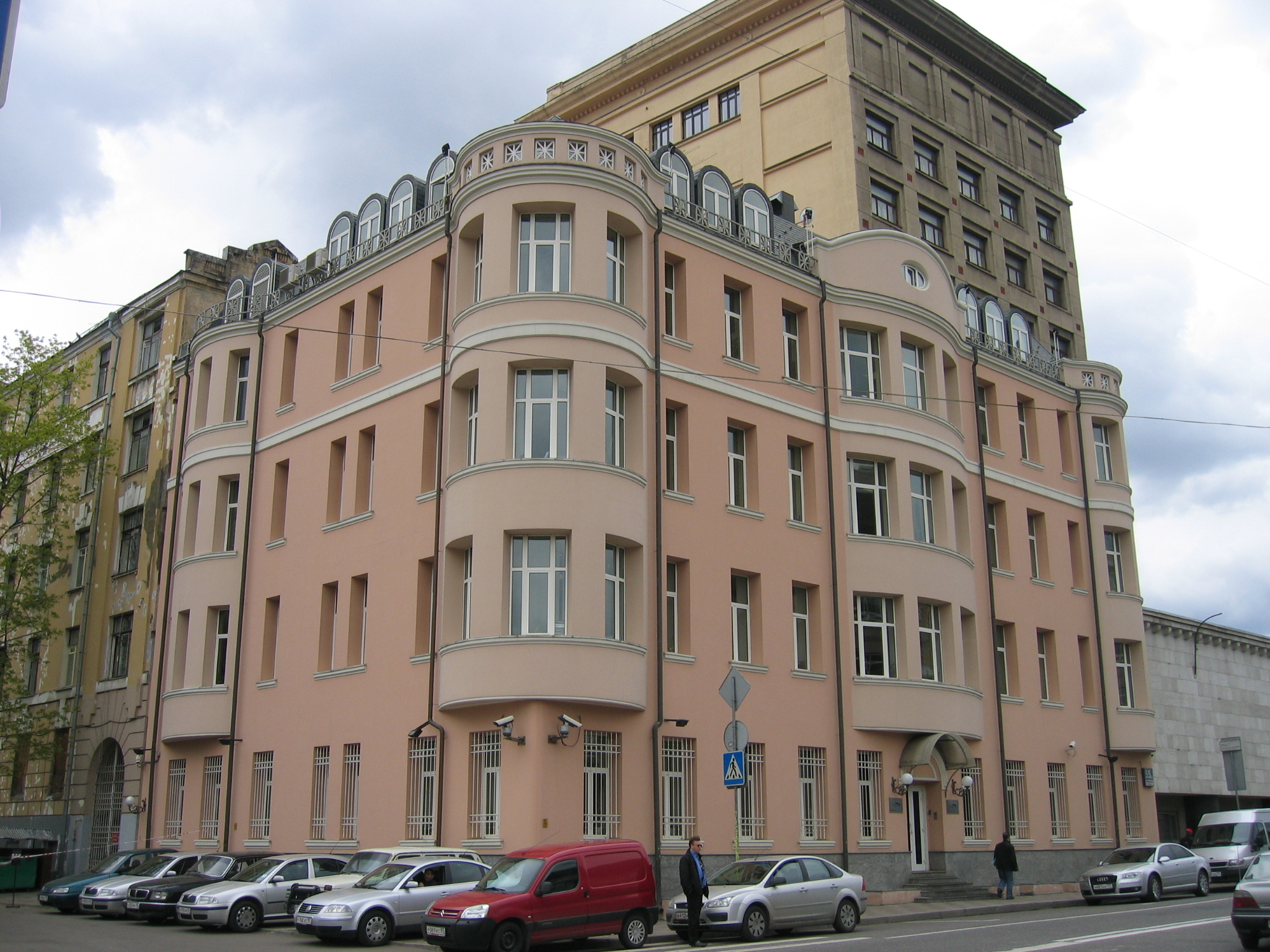
Das Gebäude der Moskauer Svyazinvest-Zentrale

OAO Svyazinvest  (dt. Transkription Swjasinwest) war Russlands größtes Telekommunikationsunternehmen mit Sitz in Moskau. Als Holding gehörten zu Svyazinvest mehrere Telekommunikationsunternehmen. Das Unternehmen war ein staatseigener Betrieb. Svyazinvest wurde im November 1994 gegründet. Teilbereiche wurden in den späten 1990er Jahren privatisiert und an die Börse gebracht. Das Unternehmen war unter dem Symbol „SSA“ an der London Stock Exchange, unter dem Symbol „AFKS“ am Russian Trading System (RTS), unter dem Symbol „AFKC“ an der Moscow Interbank Currency Exchange (MICEX) und unter dem Symbol „SIST“ an der Moscow Stock Exchange (MSE) gelistet.
Im Rahmen der Vorbereitung von Privatisierungen staatlicher Unternehmen ging Svyazinvest zum 1. Oktober 2013 in Rostelekom auf.
Zur Holding gehörten folgende Tochterunternehmen:
- CenterTelekom
- North-West Telekom
- WolgaTelekom
- Southern Telekom
- Uralswjasjinform
- Sibirtelecom
- Dalsvyaz

Außerdem hielt Svyazinvest Mehrheitsanteile an folgenden Unternehmen:
- Central Telegraph
- Dagsvyazinform
- Rostelekom
- Giprosvyaz